# Утама
Утама (санскр. उत्तम; Уттама) — сын царя Утанапады и Суручи в индуистской мифологии. Он внук Сваямбхувы и отец Уттамы Ману. У него есть сводный брат по имени Дхрува, сын Сунити, одной из жен его отца. Утама известен как храбрый человек. Он честный и известный во всём мире. Он хорошо относился одновременно к своим друзьям, противникам, детям и людям. Он был любимым сыном своего отца, поэтому Дхрува решил стать отшельником в лесу. Спустя много лет Дхрува вернулся в свое королевство и был назначен царём. Утама уступил ему свою должность.

## Легенда

### Утама и его жена
У Утамы была жена по имени Бахула. Бахула не была верна своему мужу и никогда не была довольна тем, что ей дал муж. Однажды, когда Утама был в зале дворца, он выпил бокал вина и предложил своей жене тоже выпить его. Но Бахула отказалась, так как ей стало неловко перед публикой в зале. Он посчитал отказ жены оскорблением. Затем он приказал своим охранникам бросить жену посреди леса.

### Помощь брахману
Однажды Утаму посетил брахман, чью жену только что похитили. Брахман умолял Утаму найти его похищенную жену. Не зная, какого человека он будет искать, царь попросил брахмана описать, как выглядела его жена. Описание, данное брахманом, указывают на то, что его жена имеет плохое тело, лицо и характер. Это удивило Утаму, потому что он считал, что плохую жену нужно оставить позади и искать новую. Брахман ответил, что независимо от того, насколько плохой была его жена, он должен быть готов принять ее, потому что его жена остается его женой и не может быть заменена другой женщиной. Объяснение брахмана заставило Утаму понять, что он совершил ошибку, бросив жену посреди леса. Затем Утама отправился на поиски похищенной жены брахмана. Изучив различные места, Утама наконец прибыл в обитель риши. Присутствующие тепло поприветствовали Утаму и попросили его учеников подать еду. Однако его ученик чувствовал, что Утама не заслуживает того, чтобы ему давали еду, и получатель согласился с мнением своего ученика. Утама был сбит этим с толку. Мудрец объяснил, что он знал, что произошло, что происходит и что произойдет. Он обучал этим знаниям своих учеников. Зная, что Утама не выполнял свои обязанности мужа, ученик риши посчитал Утаму грешником и недостойным, чтобы его угощали как гостя. Услышав объяснение, Утама почувствовал стыд за свои действия. Затем он посмотрел вниз и попросил мудреца дать инструкции, чтобы он мог найти жену брахмана, которую искал. С помощью своей магии мудрец сказал, что человек, которого он искал, был похищен ракшасом по имени Валака. Великан живет в лесу под названием Утпалавата. Утама направился в Утпалавату.

### Встреча с ракшасом
По прибытии в Утпалавату гигант Валака тепло приветствует Утаму. Утама объяснил цель своего прибытия, а затем спросил, зачем Валака похитил жену брахмана. Валака ответил, что он не хочет есть жену брахмана и не хочет на ней жениться. Гигант питается качествами, которыми обладают люди. Если он съест добрую природу человека, то человек станет плохим или наоборот. Гигант всего лишь хотел, чтобы брахман не мог совершить яджну (церемонию), которая может прогнать ракшасов. Потому что выполнение яджны без жены — провал и не принесет пользы. Объяснение гиганта заставило Утаму понять что присутствие жены очень важно. Наконец, Утама попросил Валаку съесть дурные качества жены брахмана. После этого он вернул брахману его жену. Наконец, Утама сожалеет о том, что бросил свою. Он вернулся к мудрецам. С помощью своей магии мудрец узнал о существовании жены Утамы, Бахулы. Бахула была похищена драконом по имени Капотака и заключена в подземелье. Капотака хочет жениться на Бахуле, но ему противостоит Нанда, его сын. Нанда спрятал её. Утама отправляет ракшаса Валаку на поиски Бахулы в подземный мир. Валака хорошо выполнил задание, чтобы Утама мог снова встретиться со своей женой. Чтобы сохранить целостность отношений главы государства, брахман, которому помог Утама, провел церемонию Митравинды, церемонию, которая заставила мужа и жену навсегда примириться. Позже Бахула родила сына, которому суждено было стать третьим Ману.

### Смерть
Утама проводил охотничью экспедицию. Во время исследования северного региона Гималайской долины он был убит якшем. Ее мать, Суручи, пошла искать сына, но также исчезла, вероятно погибнув. Царём стал сын Утамы, будущий Ману.